# Мімолет
Мімоле́т (фр. Mimolette, нід. Commissiekaas) — твердий сир з коров'ячого молока. Сир «Мімолет» має особливий гіркувато-фруктовий смак, помаранчевого кольору серцевину та сірувато-кремову шершаву поверхню. Традиційно виробляється в околицях Лілля у Франції, де він також відомий під назвою фр. Boule de Lille («Буль де Лілль» — «Лілльська куля»). Сир «Мімолет» виробляється також в Голландії (Нідерланди) під назвою нід. Commissiekaas («Комміссікаас») та Фландрії (Бельгія), де він має назву фр. Vieux Hollande («В'є Олла́нд» — «Стара Голландія»).

## Історія
За легендою уперше сир «Мімолет» був зроблений на замовлення Людовіка XIV. У рамках веденої його прем'єром Ж.-Б. Кольбером політики меркантилізму було заборонено ввезення до Франції сирів із закордону. Тому «Мімолет» став французьким аналогом надзвичайно популярного на той час голландського сиру «Едам». Щоб відрізнити сир «Мімолет» від «Едаму» його колір було підфарбовано в помаранчевий.
За іншою версією червоний колір поверхні сиру «Едам» надихнув сироварів Північної Франції виготовити помаранчевий сир «Мімолет». Червоний колір шкірки «Едаму» утворювався від того, що його перевозили в бочках від бордоського вина.
Спочатку сир «Мімолет» вживали тільки як м'який сир, через що і отримав власну назву (фр. mimou) — «напівм'який». Він не вимагав тривалого дозрівання та мав дещо маслянисту консистенцію з горіхово-фруктовим ароматом. Потім з'ясувалося, що при дозріванні від шести місяців до двох років він стає твердим і набуває особливого гіркувато-фруктового присмаку.
Лише 1935 р. було залагоджено конфлікт між Францією і Нідерландами за право виготовлення сиру «Мімолет».

## Виготовлення
Сир «Мімолет» виготовляється з пастеризованого коров'ячого молока у вигляді сферичної кулі зазвичай вагою близько 2—4 кг. Помаранчевий колір сир отримує завдяки використанню природного барвника із насіння аннато (лат. Bixa Orellana L.) або каротину із морквяного соку. На поверхню сиру під час дозрівання селять популяцію сирних кліщів (лат. Acarus siro L.) і мікроскопічних черв'яків-нематод, для придання йому специфічного смаку і аромату. Кліщі і черв'яки прогризають в шкірці мікроскопічні отвори, ходи і тунелі, через які сир «дихає» і які необхідні для його дозрівання. Сива шкірка сиру «Мімолет» є результатом життєдіяльності сирних кліщів.
Сир дозріває у холодних і вологих погребах, де його періодично чистять щіткою і перевертають. Для того, щоб перевірити готовність сиру, використовують спеціальний дерев'яний молоток. Постукуючи молотком по кулі, сировар може не лише визначити готовність сиру, але і оцінити його якість.

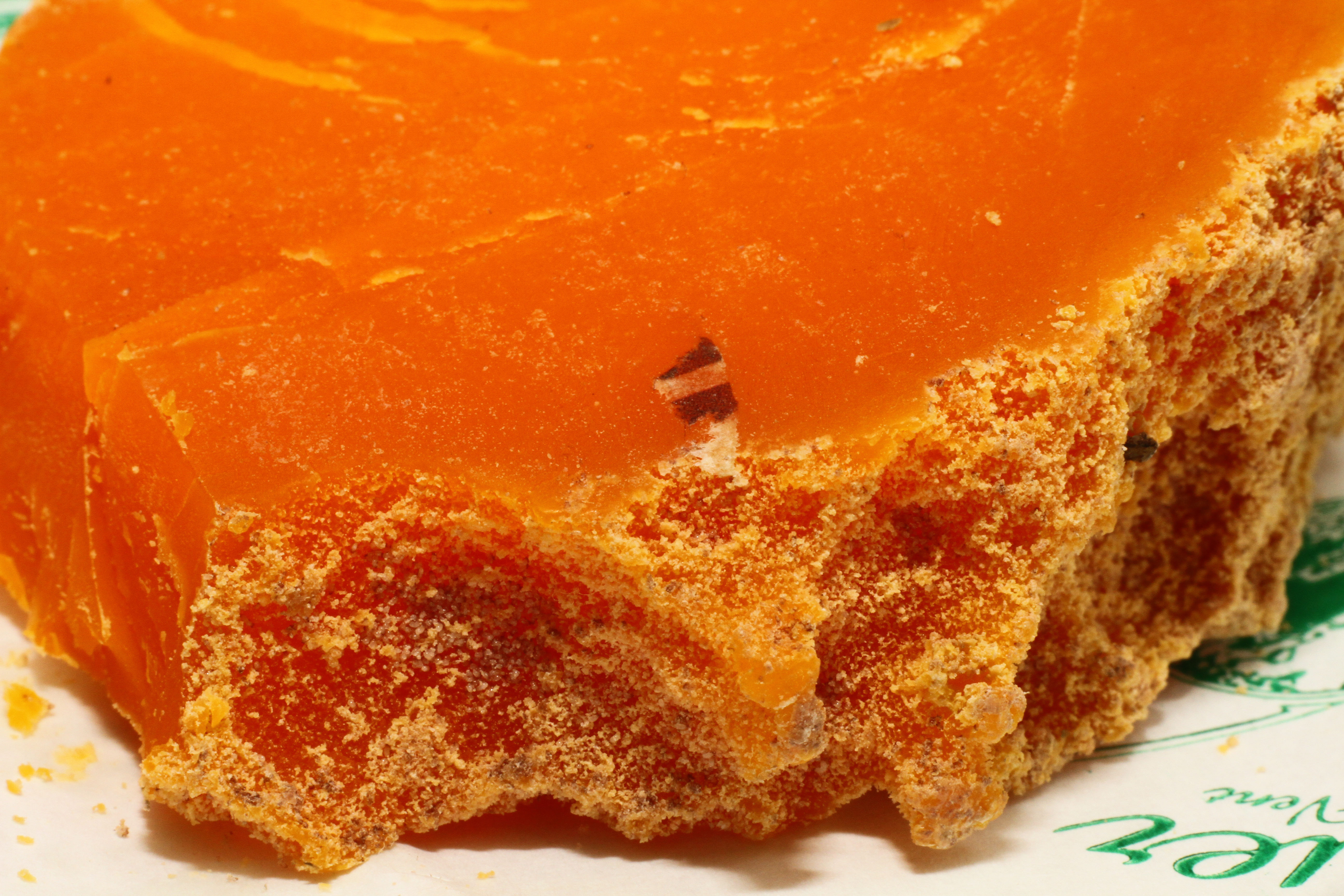
Шматок сиру «Мімолет»

## Характеристика
Дозрілий сир «Мімолет» (2—24 місяці) має характерний пікантний смак, серцевину від жовто-помаранчевого до помаранчево-червоного кольору, сірувато-кремову поверхню. У зрілого «Мімолету» шкірка стає грубою, пористою та шершавою, а сам сир зовні нагадує місячний пейзаж.
За терміном дозрівання сир «Мімолет» поділяється на категорії:
- Молодий (фр. jeune) — три місяці.
- Напівстарий (фр. demi-vieille) — шість місяців.
- Старий (фр. vieille) — дванадцять місяців.
- Екстра старий (фр. extra vieille) — два роки.

У 100 г сиру «Мімолет» міститься близько 326—384 ккал, 22—27 г білка, 24—29 г жиру, 0 г вуглеводів, 4 г мінералів (кальцій, залізо, цинк, магній та ін.).

## Використання
Період оптимального споживання сиру «Мімолет» поширюється з квітня по вересень, після його дозрівання від 6 тижнів до 24 місяців. Однак сир «Мімолет» готовий до вживання увесь рік.
Сир «Мімолет» їдять на різних стадіях дозрівання. «Молодий» «Мімолет» має смак, який нагадує сир «Пармезан». Проте найбільше цінується «екстра старий» «Мімолет». Його досить важко жувати, а смак подібний до аромату лісового горіха.
«Мімолет» добре поєднується із чорним хлібом і маринованими огірками. Цей сир використовують в салатах, супах, омлетах та різних видах пасти. «Молодий» сир «Мімолет» більше підходить для салатів, а дозрілий подають в кінці трапези за класичною французькою традицією.
Для «молодого Мімолету» підходять молоді білі і червоні вина з фруктовим букетом («Божоле», «Шинон») або світле пиво. До витриманого «Мімолету» більше підійде вино типу «Бордо» або «Бургундське».